# Automeris doelfi
Automeris doelfi is een vlinder uit de onderfamilie Hemileucinae van de familie nachtpauwogen (Saturniidae). De wetenschappelijke naam van de soort is voor het eerst geldig gepubliceerd in 2011 door Ronald Brechlin, Frank Meister & Horst Käch.

## Type
- holotype: "male. 5.X.2010. leg. H. Käch."
- instituut: MWM, München, later overgebracht naar ZSM, München, Duitsland.
- typelocatie: "Ecuador, Pichincha Province, Palulaliua volcan, 2400 m., ca. 0.02°N, 78.29°W"

## Synoniemen
- Automeris caucensis Lemaire, 1976 (pro parte).